# Оксид железа(III)

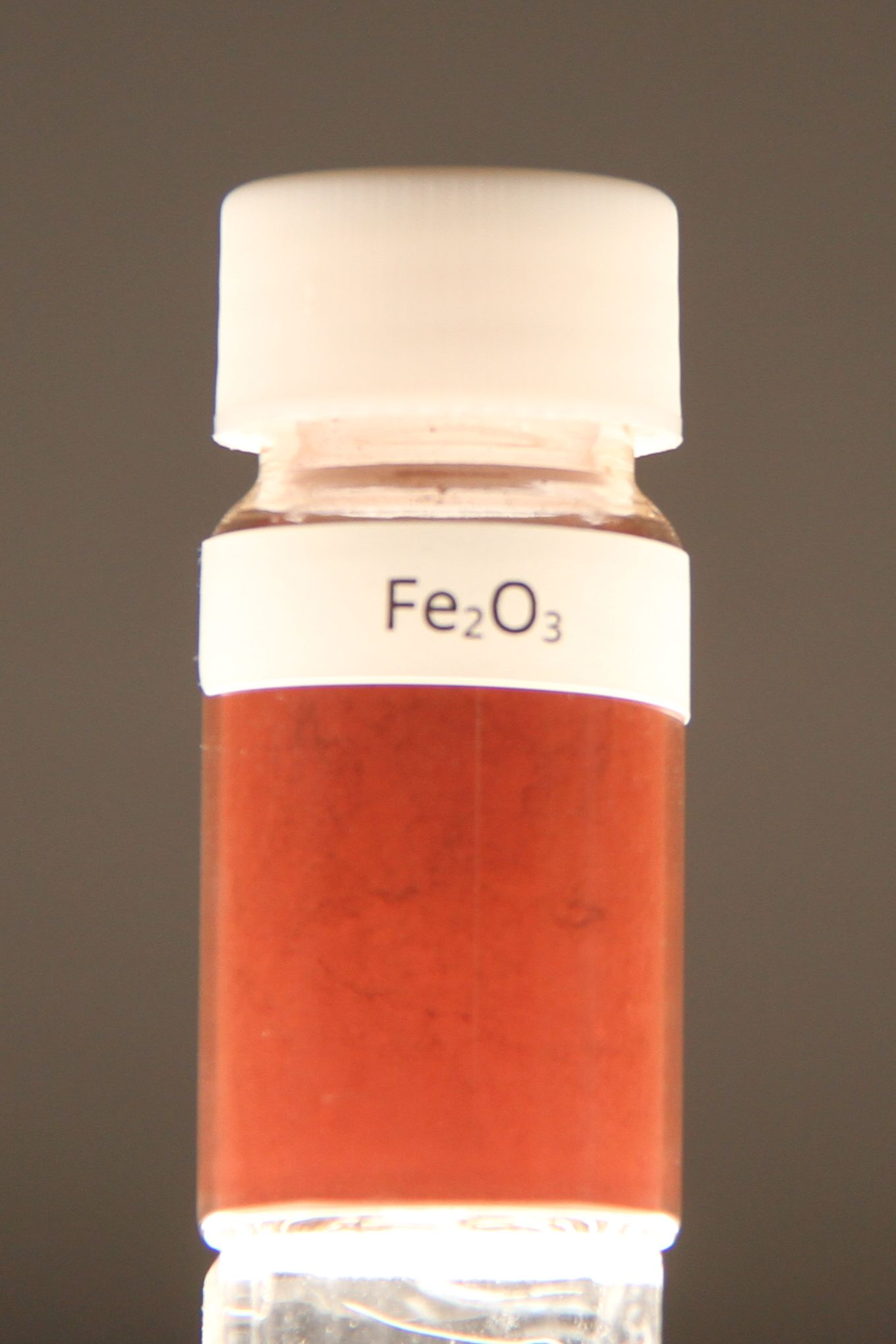
Оксид железа(III) в виале

Окси́д желе́за(III) (окись железа, колькотар, гематит, крокус; химическая формула — Fe2O3) — сложный неорганический солеобразующий оксид железа со степенью окисления железа +3.

## Физические свойства
В ромбоэдральной альфа-фазе оксид железа является антиферромагнетиком ниже температуры 260 К; от этой температуры и до 960 K α-Fe2O3 — слабый ферромагнетик. Кубическая метастабильная гамма-фаза γ-Fe2O3 (в природе встречается как минерал маггемит) является ферримагнетиком.
Оксид железа(III) — амфотерный оксид красно-коричневого цвета с большим преобладанием осно́вных свойств. Термически устойчив до температур выше температуры испарения (1987 °C). Образуется при сгорании железа на воздухе. Не реагирует с водой. Медленно реагирует с кислотами и щелочами. Восстанавливается монооксидом углерода, расплавленным железом. Сплавляется с оксидами других металлов и образует двойные оксиды — шпинели.
В природе встречается как широко распространённый минерал гематит, примеси которого обусловливают красноватую окраску латерита, краснозёмов, а также поверхности Марса; другая кристаллическая модификация встречается как минерал маггемит.

## Химические свойства
1. Взаимодействие с разбавленной соляной кислотой:
{\displaystyle {\mathsf {Fe_{2}O_{3}+6HCl\longrightarrow 2FeCl_{3}+3H_{2}O}}.}
2. Взаимодействие с карбонатом натрия:
{\displaystyle {\mathsf {Fe_{2}O_{3}+Na_{2}CO_{3}\longrightarrow 2NaFeO_{2}+CO_{2}\uparrow }}}
3. Взаимодействие с гидроксидом натрия при сплавлении:
{\displaystyle {\mathsf {Fe_{2}O_{3}+2NaOH\longrightarrow 2NaFeO_{2}+H_{2}O}}}
4. Восстановление до железа водородом:
{\displaystyle {\mathsf {Fe_{2}O_{3}+3H_{2}{\xrightarrow {1000^{\circ }C}}2Fe+3H_{2}O}}}

## Получение
Термическое разложение соединений солей железа(III) на воздухе:
{\displaystyle {\mathsf {Fe_{2}(SO_{4})_{3}\rightarrow Fe_{2}O_{3}+3SO_{3}}}}
{\displaystyle {\mathsf {4Fe(NO_{3})_{3}\cdot 9H_{2}O\rightarrow 2Fe_{2}O_{3}+12NO_{2}\uparrow +3O_{2}+36H_{2}O}}}
Обезвоживание метагидроксида железа прокаливанием:
{\displaystyle {\mathsf {2FeO(OH)\rightarrow Fe_{2}O_{3}+H_{2}O}}}
В природе — оксидные руды железа гематит Fe2O3 и лимонит Fe2O3·nH2O

## Применение
Применяется при выплавке чугуна в доменном процессе, катализатор в производстве аммиака, компонент керамики, цветных цементов и минеральных красок, при термитной сварке стальных конструкций, как носитель аналоговой и цифровой информации (напр. звука и изображения) на магнитных лентах (ферримагнитный γ-Fe2O3), как полирующее средство (красный крокус) для стали и стекла.
В пищевой промышленности используется в качестве пищевого красителя (E172).
В ракетомоделировании применяется для получения катализированного карамельного топлива, которое имеет скорость горения на 80 % выше, чем обычное топливо.
Является основным компонентом железного сурика (колькотара).
В нефтехимической промышленности используется в качестве основного компонента катализатора дегидрирования при синтезе диеновых мономеров.